# Adams County, Colorado
Adams County är ett administrativt område i delstaten Colorado, USA. År 2010 hade countyt 441 603 invånare. Den administrativa huvudorten (county seat) är Brighton. Delstatshuvudstaden Denvers stadskärna är belägen direkt söder om Adams County, och countyt utgör en del av Denvers storstadsområde.
Countyt grundades 1901 och fick sitt namn efter Alva Adams. 

## Geografi
Enligt United States Census Bureau har countyt en total area på 3 102 km². 3 087 km² av arean utgörs av land och 15 km² av vatten. 

### Angränsande countyn
- Weld County - nord
- Morgan County - nordöst
- Washington County - öst
- Arapahoe County - syd
- City & County of Denver - syd
- Jefferson County - väst
- City & County of Broomfield - nordväst